# Mercedes-Benz M102

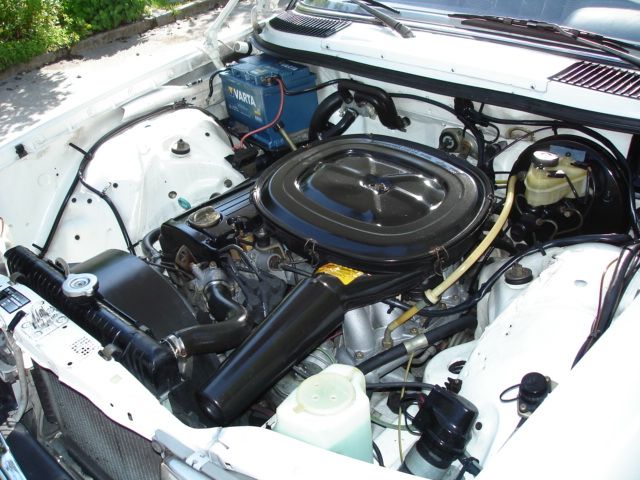
W123 із двигуном M102.980

Mercedes-Benz M102 — серія рядних, чотирьохциліндрових, бензинових ДВЗ виробництва фірми Mercedes-Benz. виготовлялися з 1980 по 1996 роки як модифікація двигуна М115. 

## Опис

### Двохклапанний двигун
Двигун вперше був використаний в 1980 році в моделях 200 і 230 E серії W 123, де він замінив M 115. Суміш утворюється або за допомогою карбюратора, або (у 230 E) за допомогою впорскування у впускний колектор Bosch K-Jetronic.
Оскільки наприкінці 1960-х Daimler-Benz покладав великі надії на двигун Ванкеля, вони втратили можливість розробити сучасні бензинові двигуни. W 123, представлений у 1976 році, спочатку використовував значною мірою застарілі двигуни попередньої моделі. Тільки шестициліндровий карбюраторний двигун M 123 був новим, але він розроблений на основы M 180 1951 року і тому був очевидним проміжним рішенням. Лише в 1980 році Mercedes-Benz представив сучасний агрегат із головкою блоку циліндрів із перехресним потоком у чотирициліндровому двигуні M 102 (довго після шестициліндрового M 110 1972 року), який поєднував меншу витрату палива з кращою кривою крутного моменту.
Двигун легший і потужніший, ніж його попередник, M 115. Блок двигуна із сірого чавуну має стінки, які простягаються над центром колінчастого вала, і приблизно на 10 кг легший, ніж у M 115, що досягається за рахунок тонших стінок із більшою кількістю ребер жорсткості. Головка блоку циліндрів із легкого сплаву має два V-подібні верхні клапани на циліндр, які керуються центрально розташованим розподільним валом через коромисла.
Коли модель перейшла на серію 124, клапанний механізм був модернізований за допомогою гідравлічної компенсації зазору клапанів. Вразливу одинарну ланцюг ГРМ замінили подвійною. Замість колишніх клинових ременів допоміжні агрегати приводилися в дію одним клиновим ременем з автоматичним натяжним пристроєм.
У 1993 році M 102 був замінений на M 111. Головною причиною було те, що M 102 не можна було виробляти на тих же потужностях, що й дизельні двигуни. Це призвело до непотрібних проблем, коли попит змінився між бензиновими та дизельними двигунами.

### Чотириклапанний двигун

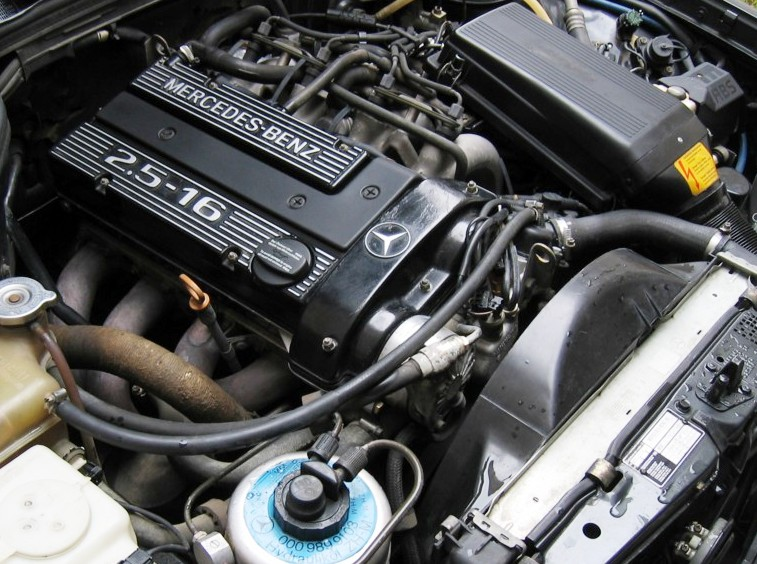
Двигун М-102-Е-25/2

На Міжнародному автосалоні в 1983 році Mercedes-Benz представив 190 E 2.3-16 як спортивний варіант 190. Ззовні впізнавану як компактний спортивний автомобіль завдяки переднім і заднім спойлерам, широким шинам і заниженій підвісці нова модель серії мала нові технології, особливо під капотом. M 102/2 базувався на чотирициліндровому двигуні, відомому з 230 E. Двигун отримав головку блоку циліндрів, повністю перероблену Cosworth з чотирма клапанами на циліндр. Щоб зробити двигун більш стабільним на високих швидкостях, використовували ковані поршні, спеціально загартований колінчастий вал, розподільні вали з охолодженого чавуну та загартовані ковшові штовхачі. Оскільки простий ланцюг ГРМ був занадто слабким у 230 E, а гідравлічні натягувачі ланцюга та зірочки розподільного вала вважаються вразливими, заміну рекомендується проводити не пізніше ніж через 100 000 кілометрів. З іншого боку, зношені розподільні вали, які можуть виникнути в двоклапанних двигунах, у цих двигунах не відомі. З появою 190 E 2.5-16 був використаний більш стабільний дуплексний ланцюг ГРМ. 190 E 2.5-16 Evolution був випущений в 1989 році обмеженою серією (502 одиниці) і служив омологаційною моделлю для DTM. У 1990 році пішов 190 E 2.5-16 Evolution II, якого було випущено лише 502 одиниці. Технічно двигун M-102-E-25/2 був додатково модифікований, щоб відповідати вимогам гонок. Щоб досягти вищих швидкостей і ще більше підвищити продуктивність, двигун був розроблений із меншим загальним ходом.
Моделі, які комплектувалися цими двигунами:
- Mercedes-Benz W201
- Mercedes-Benz W123
- Mercedes-Benz W124
- Mercedes-Benz W460
- Mercedes-Benz T1
- Mercedes-Benz T2
- Isdera Spyder 033i 2.3-16V
- Apal Francochamps